# Eric von Witzleben
Eric Hans Melchior Job von Witzleben (* 4. September 1847 in Potsdam; † 18. Februar 1919 in Berlin) war ein preußischer Generalmajor.

## Leben

### Herkunft
Sein Großvater war der Generalleutnant Job von Witzleben.
Seine Eltern waren der spätere Gutsbesitzer und preußische Oberst Friedrich Wilhelm Job Erik von Witzleben (* 15. August 1819; † 25. Dezember 1878) und dessen Ehefrau Marie Wilhelmine Franziska Sophie von Ribbeck (* 7. August 1824).

### Familie
Witzleben heiratete am 27. Juli 1870 in Stechow Gertrud Luise von Plotho (* 21. Oktober 1850; † 16. August 1881) und nach deren Tod am 28. Februar 1895 in Potsdam Marie von Elern (* 16. Ju1i 1844; † 26. Juni 1913), Witwe des Felix  von Amsberg († 6. März 1879). Aus der ersten Ehe gingen vier Kinder hervor:
- Elisabeth Esther Luise Herta Marie (* 30. August 1871; † 22. Februar 1937) ⚭ Erich Wolfgang Eduard von Jachmann (* 10. Oktober 1857; † 20. März 1935), Sohn von Eduard von Jachmann
- Friedrich Karl Edwin Egmont Job Detlef (* 16. November 1872; † 28. Dezember 1950), Hauptmann a. D.
 ⚭ 1905 Marie Charlotte Schirmer (* 24. Oktober 1874; † 20. August 1937)
 ⚭ 1941 Theresia Kleiner (* 30. Mai 1900; † 19. November 1991)
- Gertrude Felicitas (* 16. Dezember 1873)
- Karl Eric Egbert (* 17. August 1875; † 29. August 1914), gefallen bei Colonfay, Picardie, ⚭ 1911 Stephanie Götz von Olenhusen (1887–1970)

### Militärkarriere
Im Verlauf seiner Militärkarriere in der Preußischen Armee nahm Witzleben 1864 am Feldzug in Dänemark und 1866 gegen Österreich teil. Während des Deutsch-Französischen Krieges 1870/1871 war er in der Schlacht bei Vionville durch einen Schuss in die Seite und einen Granatsplitter im Kopf verwundet worden. Für seine Leistungen während dieses Krieges hatte er das Eiserne Kreuz II. Klasse erhalten.
Am 24. März 1890 wurde Witzleben als Major in das Oldenburgische Dragoner-Regiment Nr. 19 versetzt. Zunächst als etatmäßiger Stabsoffizier verwendet, wurde er am 18. Juni 1892 zum Oberstleutnant befördert und am 6. August 1892 zum Regimentskommandeur ernannt. Am 13. Mai 1895 folgte seine Beförderung zum Oberst. Als solcher erhielt Witzleben am 17. Juni 1897 das Kommando über die 6. Kavallerie-Brigade in Brandenburg an der Havel. Am 20. Juli 1898 zum Generalmajor befördert, wurde Witzleben einen Monat später am 18. August zur Disposition gestellt.
Witzleben war Rechtsritter des Johanniterordens.